# Servicio de Información de la Educación Superior
El Servicio de Información de la Educación Superior (SIES), tiene por objetivo entregar información sobre carreras e instituciones para los distintos actores interesados en información de educación superior chilena. Entre ellos se encuentran postulantes, familias, académicos investigadores y la comunidad en general. 

## Historia
Su creación se enmarca dentro de la Ley de Aseguramiento de la Calidad de la Educación Superior (Ley 20.129), la que define la creación de un Sistema Nacional de Información de la Educación Superior el año 2006. Se encarga de elaborar y contener antecedentes necesarios para la adecuada aplicación de políticas públicas destinadas al sector de educación Superior, para la gestión institucional y para la información pública de manera de logar una amplia y completa transparencia académica, administrativa y contable de las instituciones de educación superior
El evoluciona desde labores iniciales de registro y generación de información hasta convertirse el año 2011 en el Servicio de Información de la Educación Superior.[cita requerida]

## Información
SIES cuenta con procesos de recolección anual de información de las instituciones de educación superior de Chile. Con dicha información elabora una serie de productos que abordan temas como:
- Matrícula
- Titulados
- Personal Académico
- Información Financiera
- Infraestructura